# دمیترو اوستافیف
دمیترو اوستافیف (اوکراینی: Евстафиев Дмитрий Александрович؛ زادهٔ ۳ ژانویهٔ ۱۹۸۵) بازیکن فوتبال اهل اوکراین است.